# كورت بدر
كورت بدر (بالإنجليزية: Curt Bader)‏ هو راكب الكنو أمريكي، ولد في 5 يناير 1961.

## وصلات خارجية
- كورت بدر على موقع أوليمبيديا (الإنجليزية)